# Shut Up and Let Me Go
„Shut Up and Let Me Go” – to utwór brytyjskiego indiepopowego zespołu The Ting Tings. Wydany został 21 czerwca 2008 roku przez wytwórnię płytową Columbia Records jako czwarty singel z ich debiutanckiego albumu studyjnego, zatytułowanego We Started Nothing. Twórcami tekstu utworu są Katie White i Jules De Martino, który zajął się też jego produkcją. Do singla nakręcono także teledysk, a jego reżyserią zajęli się Alex & Liane. „Shut Up and Let Me Go” notowany był na 8. pozycji w notowaniu UK Singles Chart i uzyskał tam status srebrnej płyty.

## Pozycje na listach przebojów
| Kraj              | Lista (2008)            | Pozycja | Status          |
| ----------------- | ----------------------- | ------- | --------------- |
| Australia         | Top 50 Singles          | 44      | –               |
| Austria           | Singles Top 75          | 52      | –               |
| Belgia (Flandria) | Ultratop 50             | 31      | –               |
| Belgia (Wallonia) | Ultratop 50             | 29      | –               |
| Francja           | Top 200 Singles         | 152     | –               |
| Holandia          | Single Top 100          | 65      | –               |
| Irlandia          | Top 50 Singles          | 9       | –               |
| Kanada            | Canadian Hot 100        | 29      | –               |
| Niemcy            | Top 100 Singles         | 43      | –               |
| Stany Zjednoczone | Hot 100                 | 55      | platynowa płyta |
| Szkocja           | Scottish Singles Top 40 | 7       | –               |
| Szwajcaria        | Singles Top 75          | 48      | –               |
| Wielka Brytania   | Singles Top 100         | 6       | srebrna płyta   |